# バルタザール (バンド)
バルタザール（Balthazar）は、ベルギー出身のインディー・ロック・バンド。

## 来歴

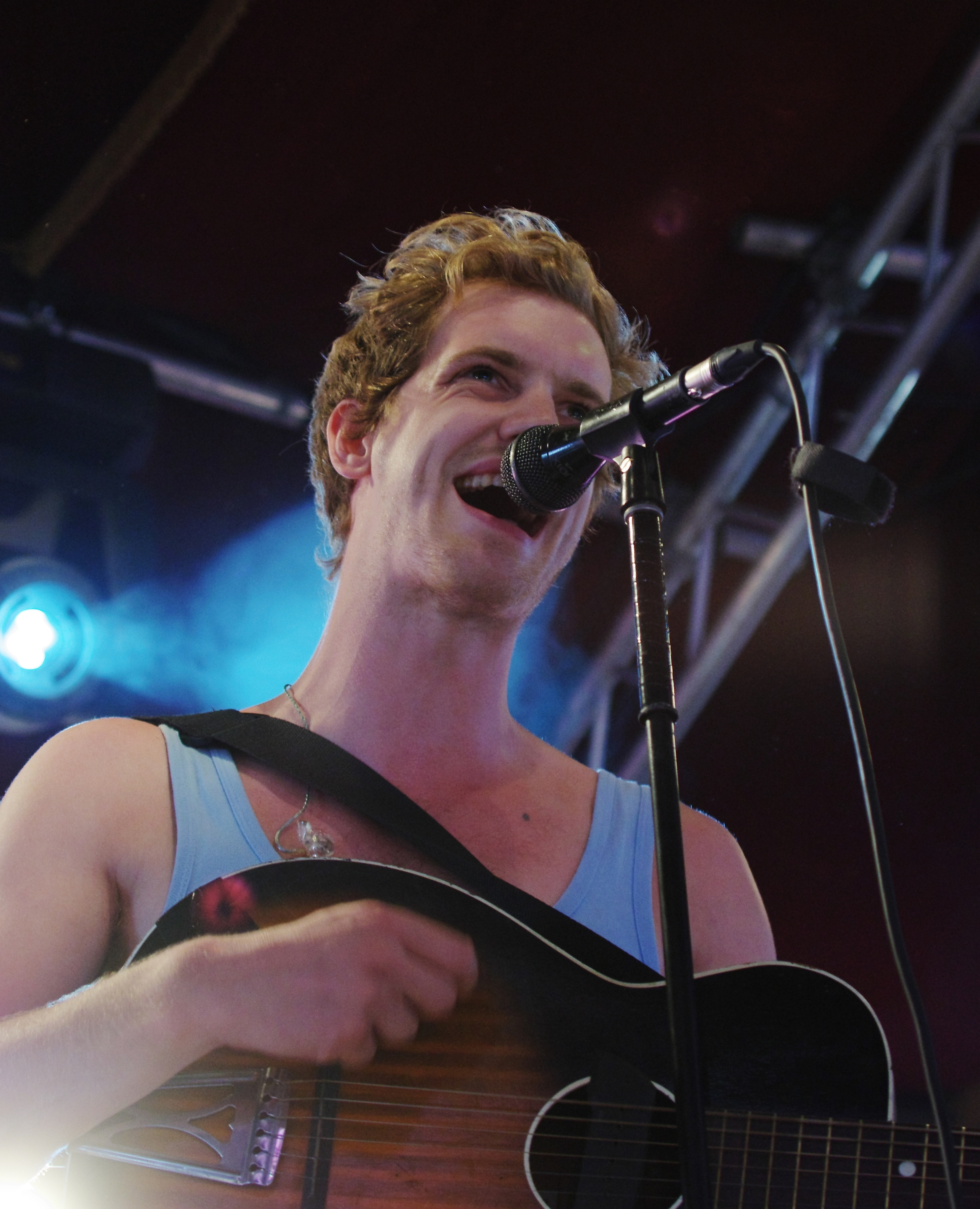
主宰 Marten Devoldere (2013年)

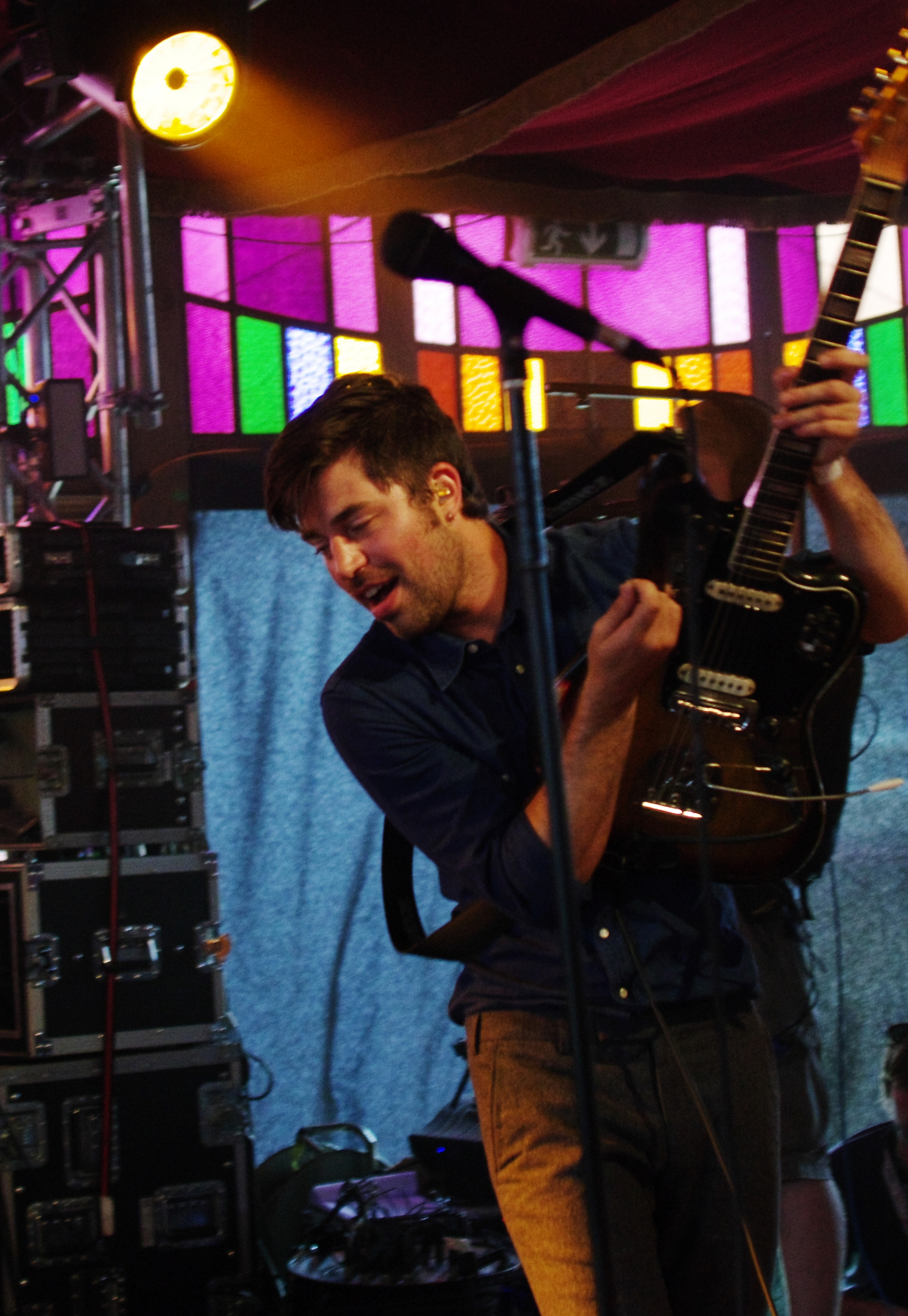
主宰 Jinte Deprez (2013年)

### 2004-2009
2004年秋、Devoldere、VannesteとDeprezにより結成されたバルタザールは2005年春のKunstbendeコンクールを"Lost and Found"という曲で勝ち、同年12月3日にはウェスト＝フランデレン州のWesttalentロックコンテストを優勝する。
2006の8月にはバンドと同名のEP「バルタザール」をリリース、2007年には60回の公演を経てベーシストのJoachim QuartierとドラマーKoen VerfaillieがそれぞれSimon CasierとChristophe Claeysによって置き換えられる。
2007年の7月、バルタザールはDour Festivalにて公演

、初のシングル『This Is a Flirt』をリリース。このシングルはベルギー内のRadio 1とStudio Brusselにピックアップされ、De Afrekeningヒットリストで二位を獲得する。
2008年の2月には2つ目のシングル『Bathroom Lovin': Situations』をリリース。この曲はHumo、HotlistとDe Afrekeningのリストにランクインする。この夏からFolk DranouterとMarktrockでパフォーマンスを経てその後ドイツ、スイスとフランスなどで海外公演を行うようになる。2009年の夏には南アフリカでクラブツアーを行い、初のスタジオアルバム『Applause』に着手する。同年12月の帰国時には同アルバムの一曲目「Fifteen Floors」をリリース。

### Applause (2010)
2010年3月22日にバルタザールのデビューアルバムとなる『Applause』がベルギーとオランダでリリース。このアルバムは当時22歳のMaarten DevoldereとJinte Deprezにより作成され、ノルウェー出身のYnge Leidulv Saetreにミックスされる。このアルバムはベルギー国内で広く受け入れられ、Focus Knack、De Morgen

やOOR Magazineなどのチャートでトップを飾る。2011年1月7日には同国内のMusic Industry Awardの2010年ベストアルバム部門を受賞する。

2010年4月にはアムステルダムのLondon Callingにて公演、ヨーロッパを覆っていた火山灰雲により公演中止を予告したバンドが多い中で公演を敢行したためにオランダ内での好感を買う。同年夏にはロック・ウェルフテル、プッケルポップ、ローランズ、Dour Festivalなど数多くの音楽フェスで公演を行う。
2011年春にバルタザールはアルバムのプロモーションでベルギーのAncienne_BelgiqueやParadiso、オランダ国内数カ所などで公演。Eurosonic Noordeslagでの公演はヨーロッパ内での人気をさらに押し上げる。ヨーロッパ中の都市で公演を行い、ザ・ジョイ・フォーミダブルやdEUSのオープニングを務め、初のニューヨーク公演を成功させる。

### Rats (2012)
バルタザール2作目のアルバム『Rats』が2012年10月15日にイギリスを除く全ヨーロッパにてリリース。このアルバムは再びJinte DeprezとMaarten Devoldereによって作成された。このアルバムはロサンゼルスにてNoah Georgeson、ザ・ストロークスのデヴェンドラ・バンハートによってミックスされた。2012年のMusic Industry Awardsにて再びベストアルバム賞を受賞する。このアルバムはベルギーとオランダを越えてフランスにて広く認知され、リベラシオン紙に2012年のベストアルバムに選ばれている。

### Thin Walls (2015)
2015年1月26日には新アルバム『Thin Walls』に先立ってシングル『Then What』をリリース。このアルバムは2ヶ月後にStudio BrusselのDe Afrekeningで4週連続でトップを獲得するなど好ましく受け入れられた。このアルバムでは初めて外部からデペッシュ・モードやブラーでの活躍を知られるプロデューサー、ベン・ヒリアーを雇い入れる。このアルバムはIMPALA Album of the Year賞を受けた19作の1つであるもある。『Thin Walls』は全ヨーロッパで人気を呼び、ベルギー、フランス、オランダ、スイスのみならずアメリカ合衆国、イタリア、トルコ、ウクライナの多くのクラブで公演された。

### The Break (La Trêve)の挿入歌 (2016)
2012年のアルバム『Rats』の「The Man Who Owns the Place」、アルバム『Thin Walls』の「True Love」がベルギーのTVシリーズ「The Break」のシーズン1と2の挿入歌として使われる。

### Fever (2019)
2019年1月25日には4作目となるアルバム『Fever』がリリース。アルバムと同名のトラック「Fever」の2018年10月31日のリリースに次いで行われたものであった。

### Sand (2021)
2021年2月26日には5作目のアルバム『Sand』をリリース。Beats Per Minuteのライター、John Amenは同アルバムに「『Sand』は"心を奪うヴォーカル・パフォーマンス"に"手本とすべきハマり具合"をくれる」とコメント、バルタザールが「才能溢れるクリエイターがうじゃうじゃ居るジャンルの中でもハッキリ聴き分けられる、潜在的な実力が聴いてとれる早期のプロジェクト」であることを示した。

## メンバー

### 現メンバー
- マーテン・デヴォルダー (Maarten Devoldere) – ボーカル、ギター、キーボード (2004年– )

結成当初からのメンバー、主宰の一人。
- イェンテ・デプレ（Jinte Deprez）– ボーカル、ギター、キーボード (2004年– )

結成当初からのメンバー、主宰の一人。
- サイモン・キャシア（Simon Casier）– ベース  (2007年– )
- ミヒール・バルケン (Michiel Balcaen) – ドラムス (2014年– )
- タイズ・デルベケ（Tijs Delbeke） – キーボード、バイオリン、ギター、トロンボーン (2018年– )

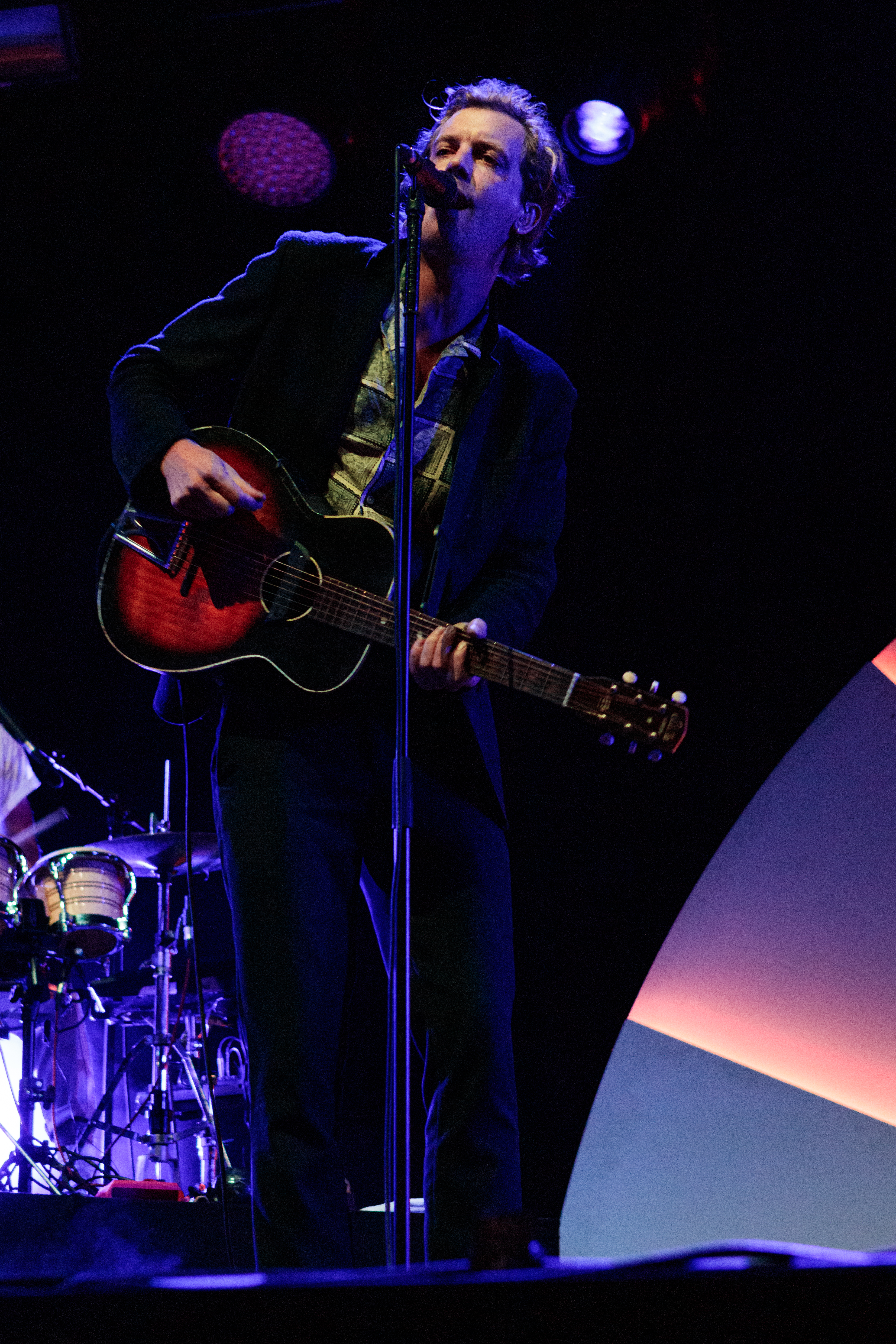
マーテン・デヴォルダー(Vo/G) 2019年
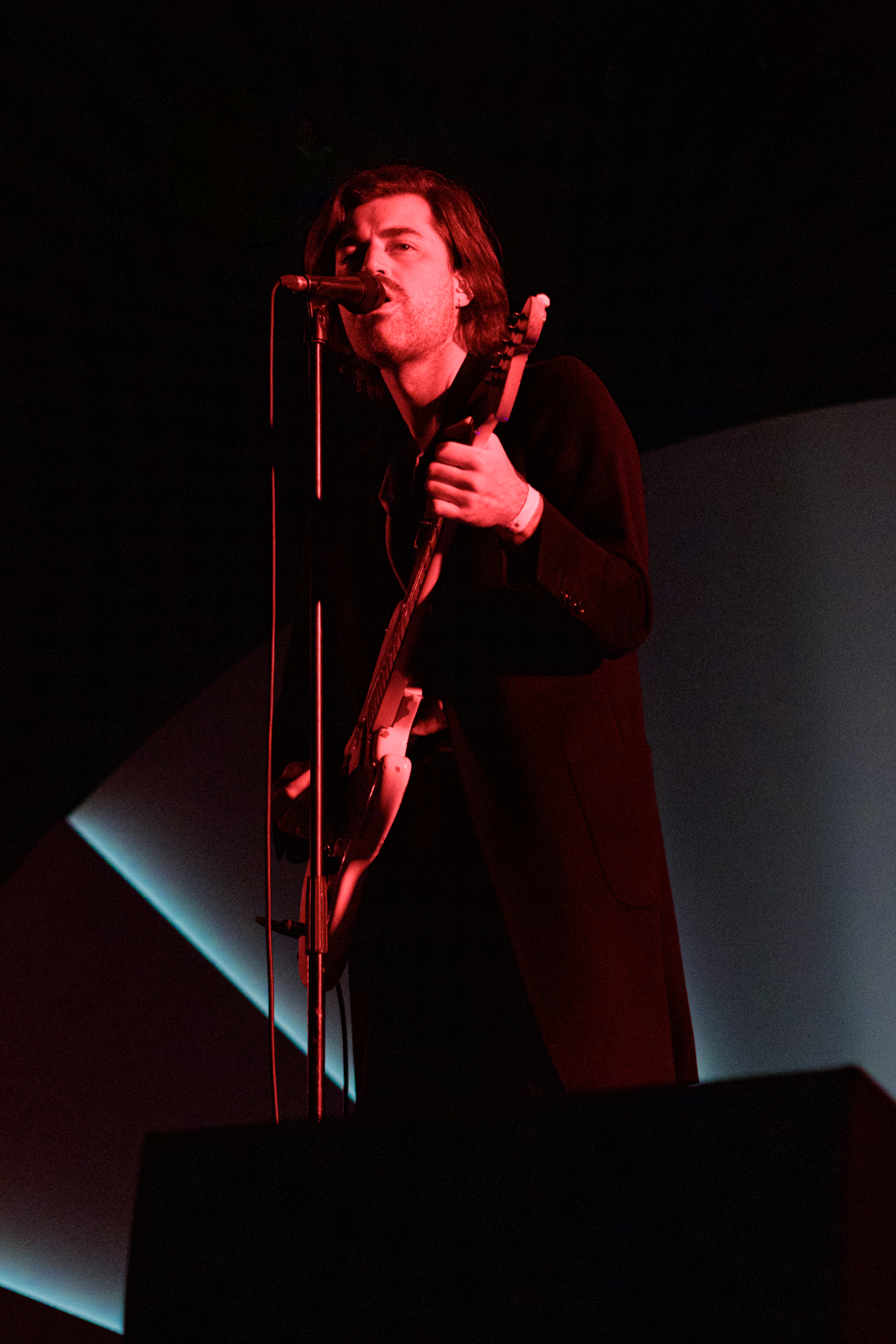
イェンテ・デプレ(Vo/G) 2019年
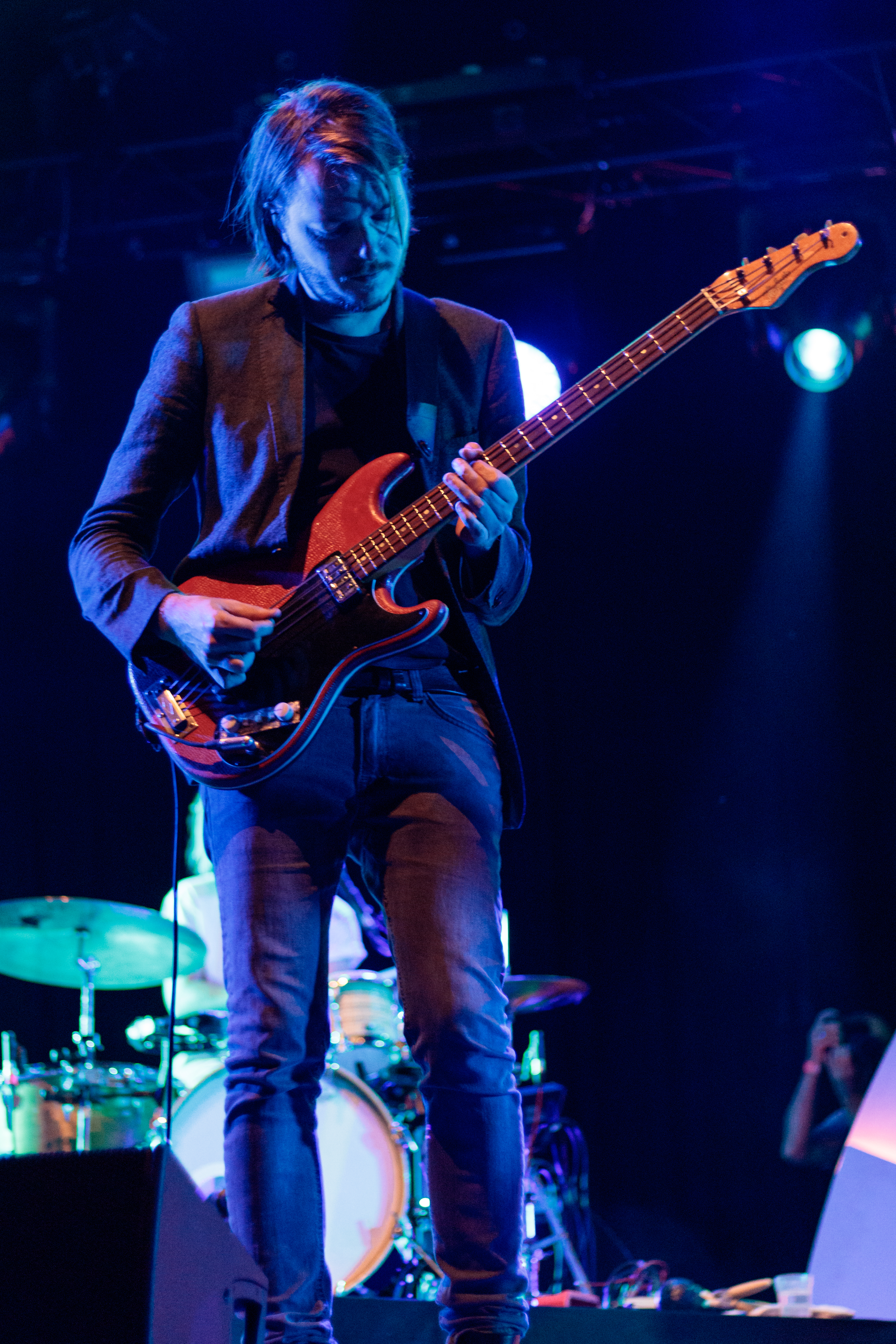
サイモン・キャシア(B) 2019年
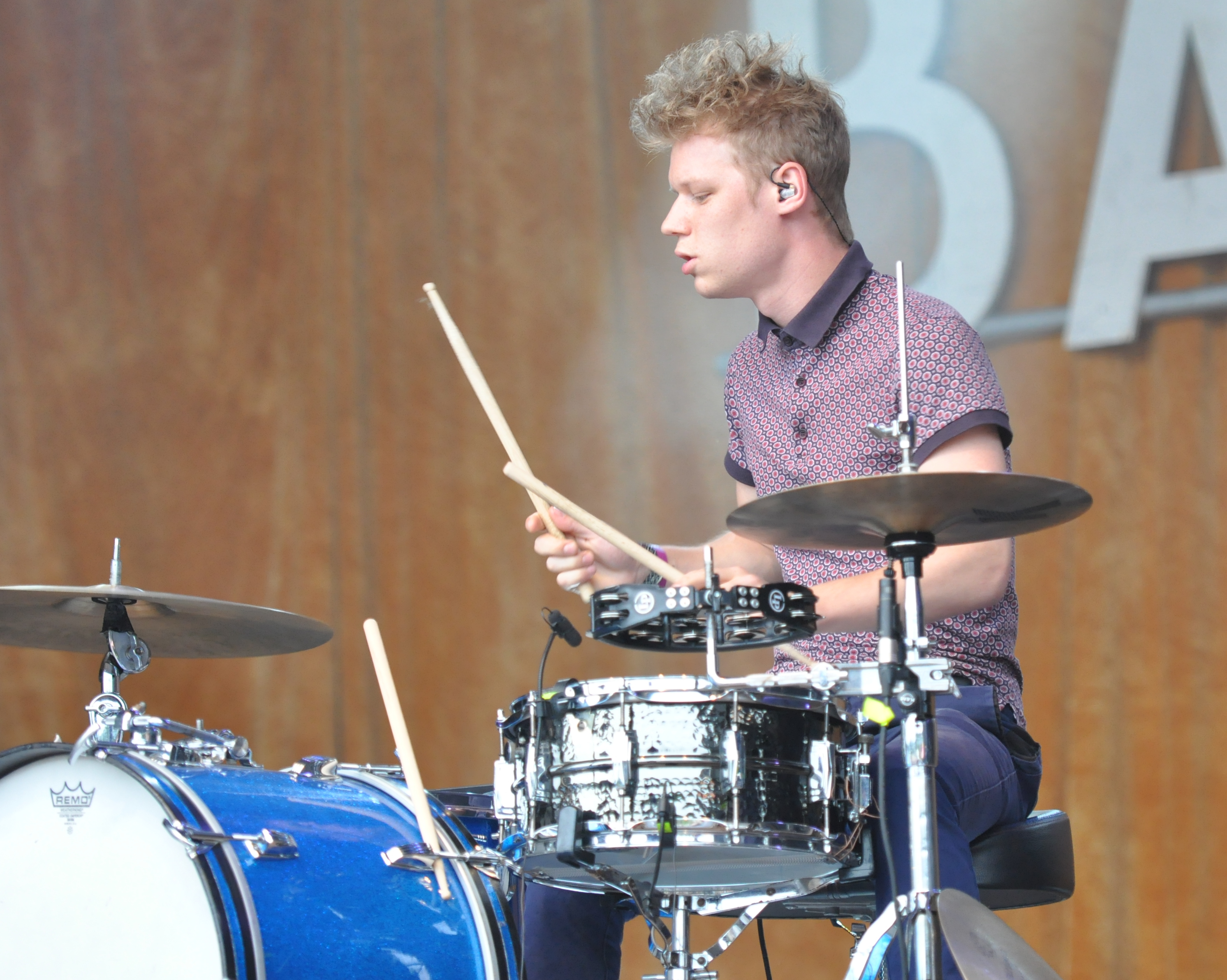
ミヒール・バルケン(Dr) 2014年
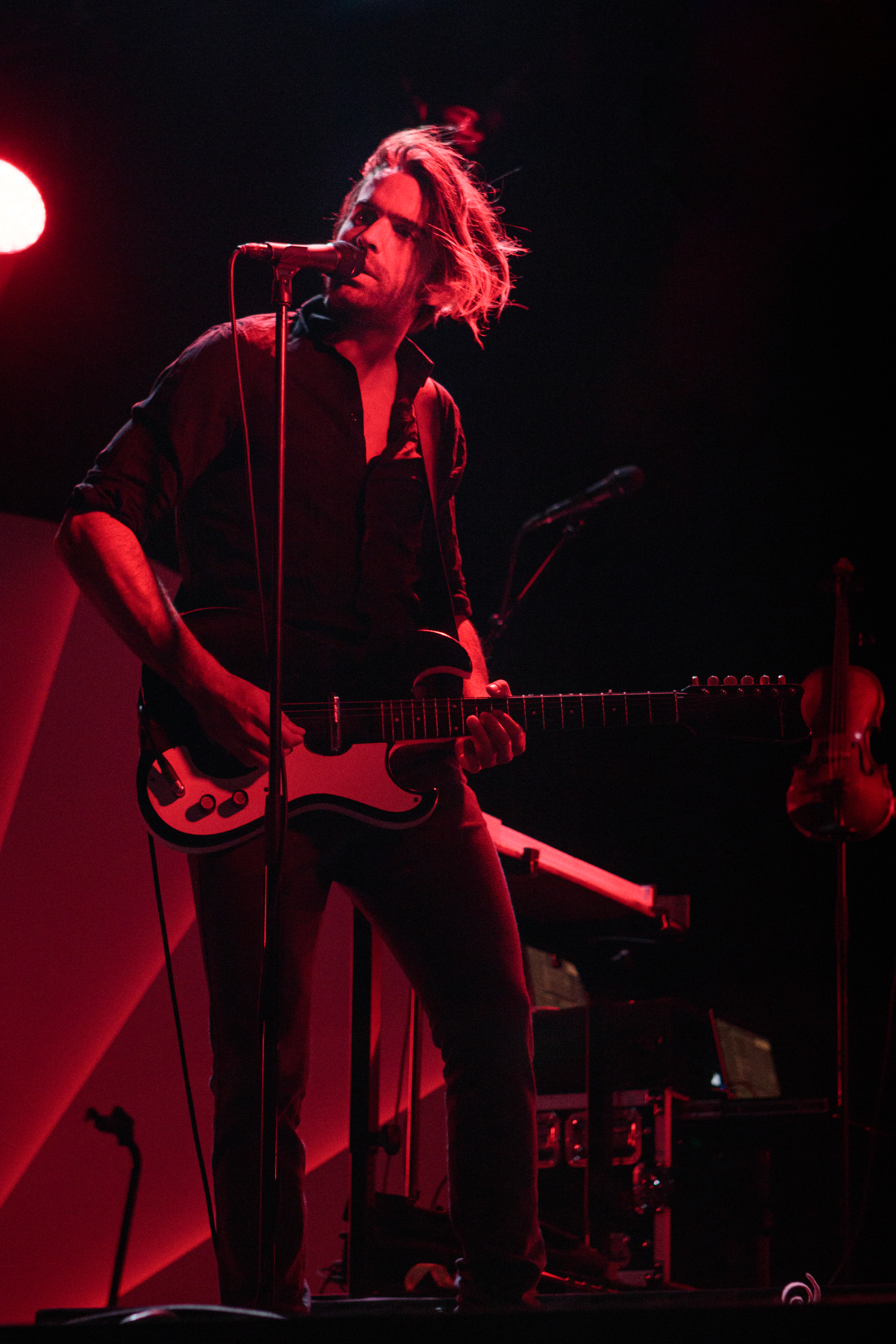
タイズ・デルベケ(G) 2019年

### 旧メンバー
- ジョアキム・クアチェ（Joachim Quartier） – ベース (2004年–2007年)
- コエン・ヴァーファイユ（Koen Verfaillie） – ドラム (2004年–2007年)
- クリストフ・クラエス (Christophe Claeys) – ドラム (2007年–2014年)
- パトリシア・ヴァネステ (Patricia Vanneste) – ボーカル、バイオリン、シンセサイザー (2004年–2018年)

## ディスコグラフィ

### アルバム
| 年   | アルバム   | ピーク時順位 | ピーク時順位 | ピーク時順位 | ピーク時順位 | ピーク時順位 |
| 年   | アルバム   | BEL (Fl)     | BEL (Wa)     | FRA          | NED          | SWI          |
| ---- | ---------- | ------------ | ------------ | ------------ | ------------ | ------------ |
| 2010 | Applause   | 13           | —            | —            | 69           | —            |
| 2012 | Rats       | 1            | 57           | 80           | 41           | —            |
| 2015 | Thin Walls | 2            | 23           | 59           | 19           | —            |
| 2019 | Fever      | 1            | 5            | 30           | 11           | 38           |
| 2021 | Sand       | 1            | 1            | —            | —            | 23           |

### シングル
| 年   | タイトル                                          | ピーク時順位      | ピーク時順位      | ピーク時順位      | ピーク時順位 | アルバム   |
| 年   | タイトル                                          | BEL (Fl) Ultratop | BEL (Fl) Ultratip | BEL (Wa) Ultratip | FRA          | アルバム   |
| ---- | ------------------------------------------------- | ----------------- | ----------------- | ----------------- | ------------ | ---------- |
| 2007 | "This Is a Flirt"                                 | —                 | 4                 | —                 | —            |            |
| 2008 | "Bathroom Lovin': Situations"                     | —                 | 15                | —                 | —            |            |
| 2009 | "Fifteen Floors"                                  | —                 | 19                | —                 | —            | Applause   |
| 2010 | "I'll Stay Here"                                  | —                 | 34                | —                 | —            | Applause   |
| 2011 | "The Boatman"                                     | —                 | 12                | —                 | —            | Applause   |
| 2012 | "The Oldest of Sisters"                           | —                 | 8                 | —                 | —            | Rats       |
| 2012 | "Do Not Claim Them Anymore"                       | —                 | 5                 | —                 | —            | Rats       |
| 2013 | "Sinking Ship"                                    | —                 | 11                | —                 | —            | Rats       |
| 2014 | "Leipzig"                                         | —                 | 10                | —                 | —            |            |
| 2015 | "Then What"                                       | —                 | 2                 | 24                | —            | Thin Walls |
| 2015 | "Bunker"                                          | —                 | 8                 | 25                | 140          | Thin Walls |
| 2015 | "Nightclub"                                       | —                 | 7                 | —                 | —            | Thin Walls |
| 2016 | "Wait Any Longer"                                 | —                 | 14                | —                 | —            | Thin Walls |
| 2018 | "Fever"                                           | 47                | —                 | 31                | —            | Fever      |
| 2018 | "Entertainment"                                   | —                 | —                 | 28                | —            | Fever      |
| 2019 | "I'm Never Gonna Let You Down Again"              | —                 | 4                 | —                 | —            | Fever      |
| 2019 | "Wrong Vibration"                                 | —                 | 8                 | —                 | —            | Fever      |
| 2019 | "Changes"                                         | —                 | 9                 | —                 | —            | Fever      |
| 2020 | "Halfway"                                         | —                 | 6                 | —                 | —            | Sand       |
| 2020 | "Losers" (original or Purple Disco Machine remix) | —                 | 9                 | —                 | —            | Sand       |
| 2020 | "You Won't Come Around"                           | —                 | —                 | —                 | —            | Sand       |
| 2021 | "Hourglass"                                       | —                 | 5                 | —                 | —            | Sand       |

## 来日公演
これまで2013年度のベルギービールウィークエンドにて一度公演を行っている。
また、2017年6月にはイェンテ・デプレのソロプロジェクト「J.Bernardt」として同年のベルギービールウィークエンドに出演を果たしている。